# Vists kyrka, Östergötland
Vists kyrka är en kyrkobyggnad i Sturefors i Linköpings stift. Den är församlingskyrka i Vists församling och ligger 1 mil sydost om Linköping. 

## Historia

### Nuvarande kyrkan
Nuvarande kyrka är uppförd 1964-1965 på murarna av den gamla 1961 nedbrunna kyrkan och invigdes påskdagen 1965. Den ersatte därmed den tidigare kyrka som stått på platsen.

### Kyrkobyggnaden
Arkitekt Rolf Bergh har ritat den och kombinerat gammalt och nytt. I öster finns det fristående huvudaltaret med en bild av Guds lamm på framsidan. Ovanför altaret ett tomt kors och på väggen bakom en mosaik med den uppståndne och återkommande Kristus. På baksidan av altaret en bild av en duva, symbolen för den Helige Ande.
På korgolvet är Stångån markerad. Den rinner mot dopfunten i norr i form av en ellips i grå sten. Ån är kantad av vass och sländor. Dopen sker framför madonnabilden från 1477, vilken räddades ur den gamla kyrkan. På södra sidan av koret en glasdörr ut mot kyrkogården.
På evangeliesidan, d.v.s. vänstra sidan, strax nedanför koret finns en låg predikstol i anslutning till kyrkbänkarna. På epistelsidan mitt emot står en kororgel.
I taket har målningar utförts av konstnären Per Göransson. På den horisontella delen ovanför läktarorgeln symboliseras den 1:a trosartikeln, Fadern (Skaparen), genom avbildning av tecknen för olika stjärnbilder. Litet längre fram i taket visas den 2:a trosartikeln, Sonen, i form av Jungfru Maria med Jesusbarnet och runt dem "änglarnas härskaror", allt inneslutet i en gyllene betlehemsstjärna. Därefter 3:e trosartikeln, den Helige Ande, uttryckt genom en tolvuddig apostlastjärna med andens duva. Ovanför altaret finns så den sammanfattande Treenighetens triangel inskriven i evighetens cirkel.

### Den medeltida kyrkan

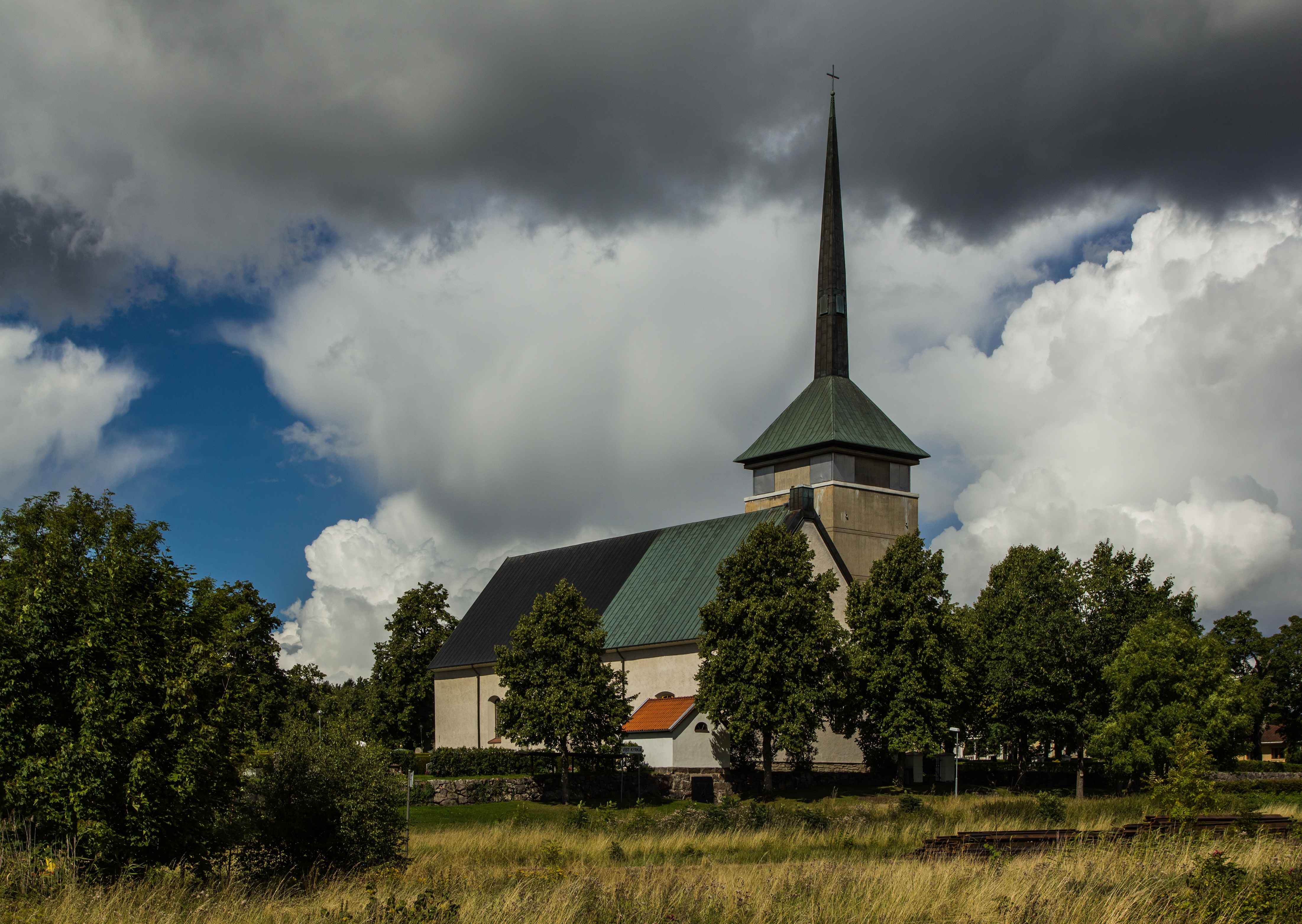
Vists kyrka från sydost.

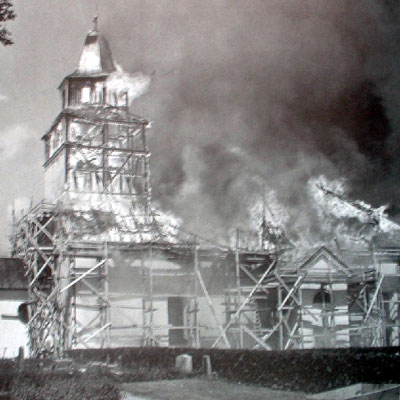
Gamla kyrkan brinner 1961

Vists kyrka är, som många andra kyrkor i stiftet, av medeltida ursprung. Den äldsta stenkyrkan, som troligen bestod av ett kort långhus, härrör från 1100-talet. Under 1300-talet förlängdes byggnaden åt öster. År 1745 breddades den åt norr och förlängdes åt väster samt försågs med torn. Taket, ett tunnvalv i trä, dekorerades av en skråmästare från Vadstena, konterfejaren och kyrkomålaren Sven Gustafsson Stoltz. En ny piporgel uppfördes 1747 av orgelbyggare Jonas Wistenius, bördig från Vist socken.
Carl Fredric Broocman berättar från sitt besök av kyrkan vid mitten av 1700-talet: "Kyrkons fordna structur tycktes medgifwa, at hon warit funderad uti thet 12:te Seculo, men oaktad thet, at hon warit tid efter annan trenne gånger tilbyggd, war hon dock ej rumlig nog år 1745 åt Församlingen, tå hon then 6 Maji til grunden nederbröts, och en ståtelig Ny Kyrka, med Herrskapernas bekostnad, utan at Allmogen bidrog ett enda Dagswerke eller annat thertil, blef upbyggd; hwarigenom Herrskaperne i socknen förwärfwade sig alternative Jus Patronatus uti Församlingen: och blef Kyrko-byggnaden fullbordad til den 13 Sept., tå första gången Gudstjenst hölts uti Kyrkon. Hon står på Krono grund, en mil ifrån Linköping, hållandes nu uti längden 49 och en half aln, och uti bredden 20 och en fjerdedels aln.
Altartaflan består af ett på duk konstigt måladt stycke om Christi korßfästelse, som inneslutes af förgyldt Bildthuggare-Arbete; och är hon förärad til Kyrkon år 1748 af Grefwinnan Christina Törnflycht, Öfwerste Marskalken, Gref Carl Pipers, Änke-Grefwinna. Prädikstolen af wacker Marmor med bilder, är förärad år 1648 af Friherrinnan Christina Sophia Stenbock, som ägt Cancellie-Rådet Pær Nilsson (Natt och Dag) til Säby: och oaktadt Himmelen öfwer Prädikstolen är gjord af trä, så är han dock så wäl träffad i målningen, at han synes wara af samma slags marmor, som Prädikstolen. Orgelwerket om 11 stämmor med Pedal, är ganska wäl beprydt med Bildthuggare-Arbete och thet Lewenhauptiska samt Cederhielmiska Wapnen, och til Kyrkon förärad år 1746, i testamente efter Præsidenten, Baron Germund Cederhielm, af thes Änke-Fru, Grefwinnan Anna Maria Lewenhaupt. Taket i Kyrkon är öfwer alt utziradt med wackra målningar, såsom om then Guddomeliga Treenigheten, Christi Födelse, Dop, Bön, Frestelse af djefwulen, och then yttersta domen. Kyrkons skrud är både ansenlig och dyrbar, och theribland en Kalk ifrån Påwetiden med Munkstyls-skrift omkring foten, så lydande: Vist curatus frater Carolus Vasten, hæc procuravit de dono Dei, orate pro eo. Anno Domini MCDXVI. [...] Til Kyrkons utwärtes prydnad och anseende bidrager mycket thes Torn, som wäl stådt förut wid gamla Kyrkon, men blef wid samma tillfälle, tå then nya byggdes, til en del nedtagit, förhögdt och förbättradt, så at Kyrkons 3 Klockor tå flyttades tit up utur Trästapeln. På then största Klockan står Gref Ture Oxenstiernas och Grefwinnan Beata Leijonhufwuds namn och wapn med årtalet 1669, och nederst omkring: Laudate Dominum in Cymbalis, in Cymbalis bene sonantibus. Then mellersta har följande påskrift å ena sidon: Hedvig Spens til Stafsäter år 1747,
|  | och å andra sidon står:                       | På Lill-Klockan läses:                     |
|  | Thet menar jag så tidt jag ljuder,            | Ego campana nunquam denuncio vana,         |
|  | Kom hör och gjör hwad HErren bjuder.          | Dum trahor audite voco vos ad gaudia vitæ. |
|  | O HErre låt så ordet höras,                   | A:o 1669."                                 |
|  | Att hjertat må till bättring föras. Ef. 2: 5. |                                            |
Den 21 juni 1961 ödelades kyrkan genom en eldsvåda, varvid den rika 1700-talsinredningen förstördes. En ny kyrka uppfördes och invigdes påskdagen 1965. En del av södra muren är kvar efter den gamla stenkyrkan.

## Gravar inom kyrkan
- Nils Adam Bielke (1724-1792)

## Inventarier
- Krucifix från 1350-talet, hänger i Mariakoret.
- Madonnabild av ek från verkstad i Östergötland under 1400-talets andra hälft (Enligt Vists kyrkobeskrivning är gruppen från 1437.)
- Madonnabild av ek, Maria Immaculata, från verkstad i Östergötland under 1400-talets andra hälft.
- Dopfunt, av kalksten och alabaster, huggen på 1650-talet av mäster Börje Eriksson i Bäck.
- Kormosaiken av konstnären Bengt Olof Kälde invigdes påskdagen 1972. Konstnären skriver: "Östväggens kristusbild är lagd i mosaik, med utnyttjande av ett stort utval naturstenar från olika håll i världen., exempelvis labrador, sodalit, sandsten, kolmårdsmarmor och allehanda andra marmorsorter. Den uppståndne Frälsaren avbildas fritt svävande, iförd vit tunika och mantel, med händerna lyftade till välsignelse och visande sina sår, tecken på vår återlösning."

### Kyrkklockor
I Vist kyrkas klocktorn hänger tre kyrkklockor. Samtliga gjutna efter branden i kyrkan 1961. Klockornas toner är e1-g1-a1, från den största till den minsta klockan. Samtliga tre klockor är upphängda i rak axel.
- Lilla klockan: Gjuten år 1964 av Bergholtz klockgjuteri Sigtuna. Klockan väger omkring 430 kg. Klockan skänktes av församlingens lilla syförening. En del av klockans inskription "S:ta MARIA + PAX" samt "Gjuten år 1964 av metallen från de vid branden 1961 nedsmälta klockorna. Skänkt av lilla syföreningen".
- Mellanklockan: Gjuten år 1964 av Bergholtz klockgjuteri i Sigtuna. Klockan väger omkring 870 kg. Klockan skänktes av församlingsborna. En del av klockans inskription "S:t OLOF + GAUDIA".
- Stora klockan: Gjuten år 1964 av Bergholtz klockgjuteri i Sigtuna. Klockan väger omkring 1000 kg. Klockan skänktes av Per Rustner och hans hustru Margareta. En del av klockans inskription "S:t PETRUS + VIRTUS".

Klockorna i den gamla kyrkan var bägge gjutna under 1600-talet.

## Orglar

### Läktarorglar
- 1669: Kyrkans första kända piporgel byggdes. Skänkt av Anna Stuart i Stavsäter.
- 1746-1747: Jonas Wistenius, Linköping, byggde en orgel med elva orgelstämmor.
- 1891: Firma Åkerman & Lund, Stockholm, byggde en ny orgel bakom Wistenius fasad. År 1928 byggdes orgeln ut till fjorton stämmor på två manualer och pedal av Åkerman & Lund Orgelbyggeri. Orgeln förstördes helt i branden den 21 juni 1961.
- I den nyuppförda kyrkan byggde Jacobys Orgelverkstad 1966 en orgel med 21 stämmor fördelade på 2 manualer med mekanisk traktur och elektrisk registratur. Den har en fri kombination.

| Huvudverk I     | Bröstverk II    | Pedal               | Koppel |
| Rörflöjt 8’     | Trägedackt 8’   | Subbas 16’          | I/P    |
| Principal 4’    | Spetsgamba 8’   | Principal 8’        | II/P   |
| Koppelflöjt 4’  | Gemshorn 4’     | Gedackt 8'          | II/I   |
| Svegel 2’       | Kvintadena 4’   | Koralbas II 4' + 2' |        |
| Sesquialtera II | Principal 2'    | Fagott 16'          |        |
| Mixtur IV       | Oktava 1'       | Vox Humana 4'       |        |
| Skalmeja 8'     | Scharfcymbel II |                     |        |
|                 | Kugelregal 8'   |                     |        |

- År 2001 byggde Grönlunds Orgelbyggeri en helt ny orgel. Projektet leddes av professor Hans-Ola Ericsson vid musikhögskolan i Piteå och fasaden utformades av arkitekt Ulf Oldæus, Stockholm. Orgeln har två manualer och pedal och är byggd med mekanisk traktur och registratur.

Den är en rekonstruktion av orgeln i Jesuskirken, Köpenhamn, uppförd av Aristide Cavaillé-Coll 1890. För att komma förlagan så nära som möjligt gjorde orgelbyggeriet kopior av vissa pipor i Jesuskirken, och satte in dessa i orgeln i stället för originalpiporna, varefter kopiorna intonerades så att de klangligt smälte in i originalorgeln. Sedan togs de nyintonerade piporna till Gammelstad och fick tjäna som förlaga vid tillverkningen av övriga pipor.
Detta arbetssätt förorsakade extra kostnader, men genom att Grönlunds fick bygga ytterligare en replik i en kyrka i Norrland blev styckepriset ungefär som för en orgel byggd på normalt sätt.
| Grand orgue I C-g³    | Récit expressif II C-g³ | Pédales C-g¹       | Koppel |  |
| Bourdon 16'           | Flûte traversière 8'    | Soubasse 16'       | II/I   |  |
| Montre 8' (fasad)     | Viole de gambe 8'       | Bourdon 8'         | I/P    |  |
| Bourdon 8'            | Voix céleste 8'         | Basse 8'           | II/P   |  |
| Flûte harmonique 8'   | Flûte octaviante 4'     | Bombarde 16'       |        |  |
| Salicional 8' (fasad) | Octavin 2'              |                    |        |  |
| Prestant 4' (fasad)   | Trompette harmonique 8' | Effets d'orage     |        |  |
| Flûte douce 4'        | Basson-Hautbois 8'      | (de tolv djupaste  |        |  |
| Plein-jeu IV          | Clairon 4'              | tonerna i pedalen) |        |  |

- Kombinationstrampor:  1) Montre 8', Prestant 4' och Plein-jeu IV

2) Trompette harmonique 8', Clairon 4' och Octavin 2'

### Kororgel
Byggd av Grönlunds orgelbyggeri.

#### Disposition
| Manual C-g³  | Pedalverk C-d¹ |
| Gedackt 8'   | bihängd        |
| Rörflöjt 4'  |                |
| Principal 2' |                |
| Oktava 1'    |                |

## Bildgalleri

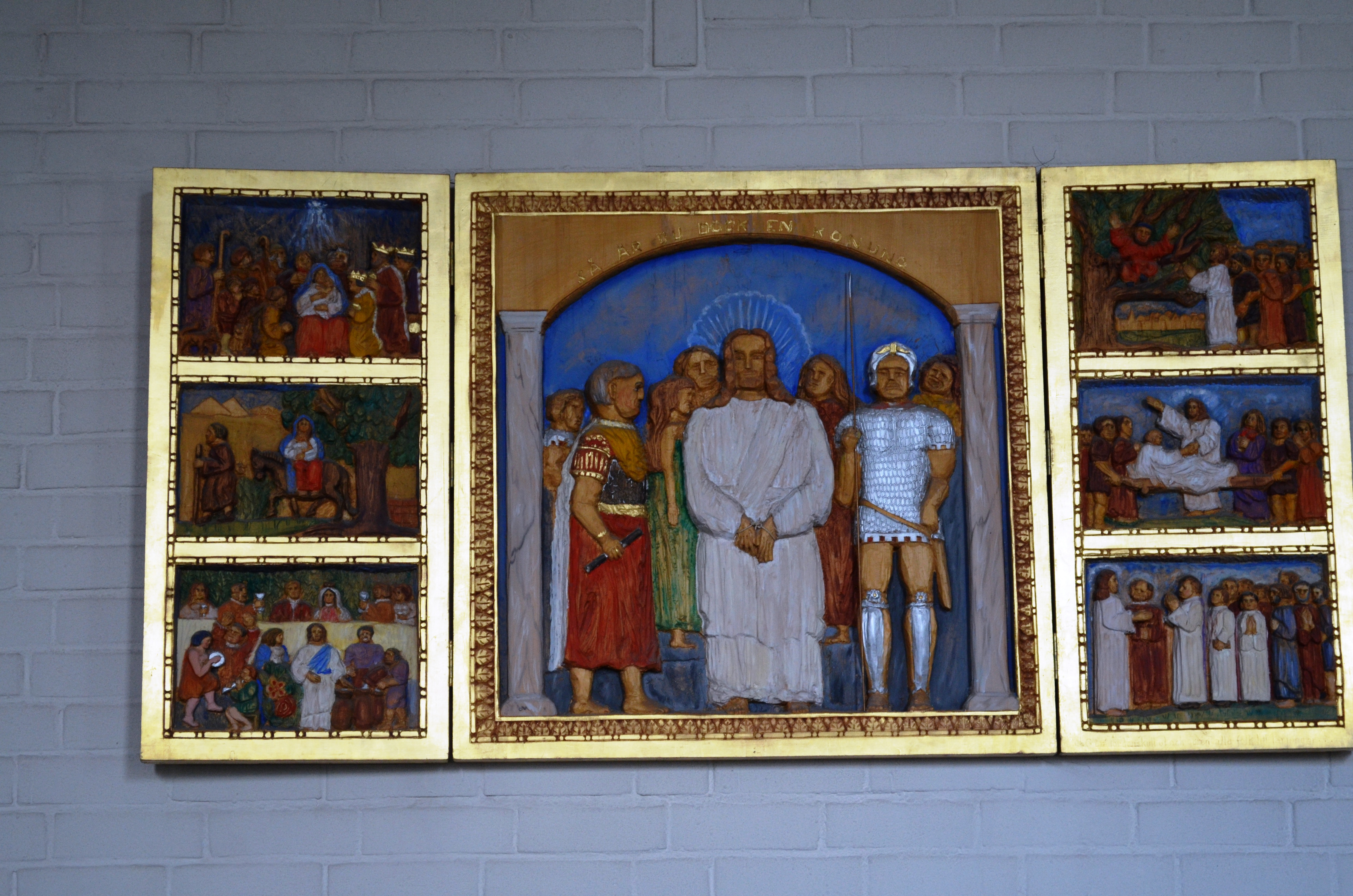
Vist kyrkas altarskåp
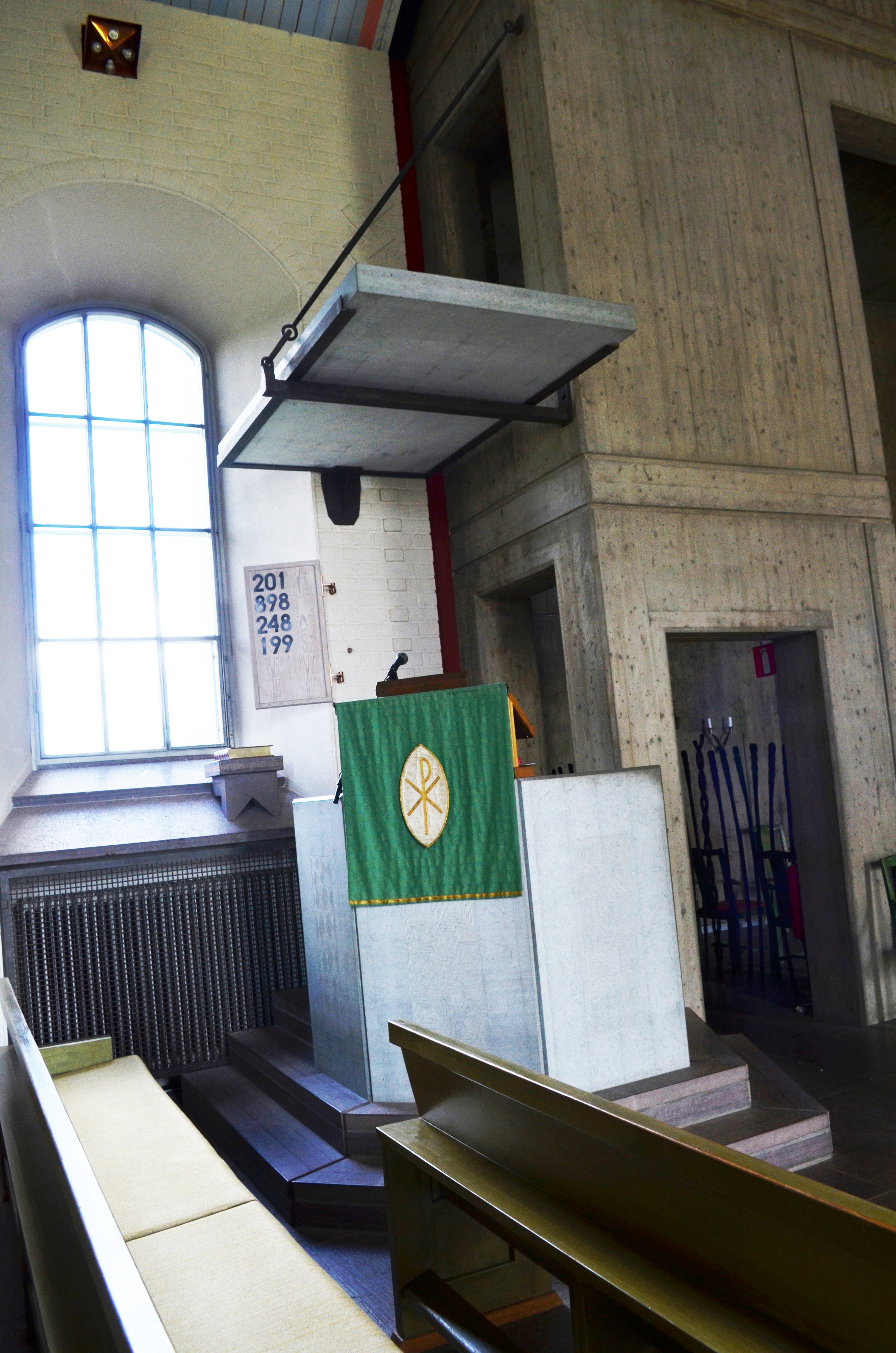
Vist kyrkas predikstol
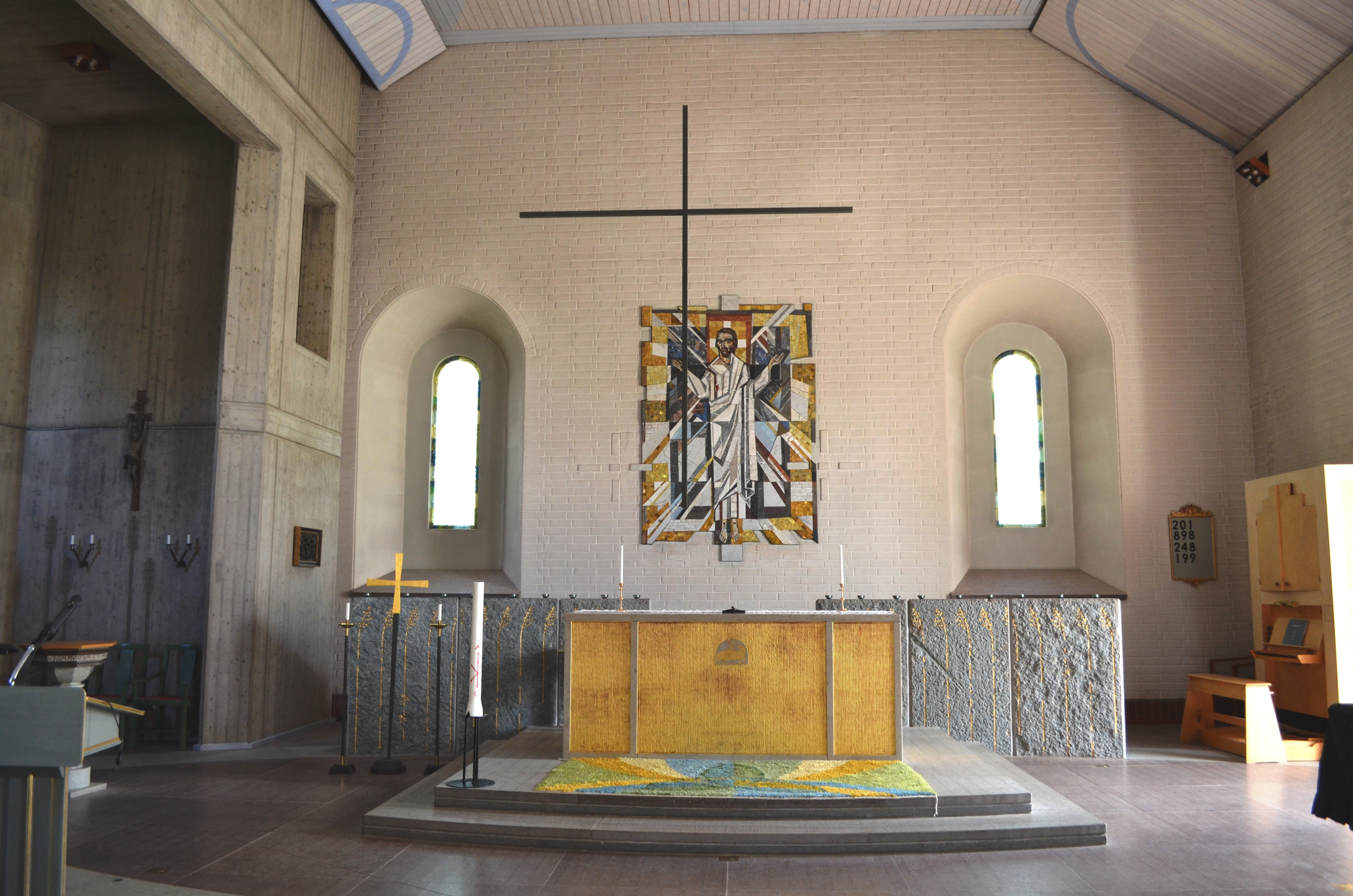
Vist kyrkas altare
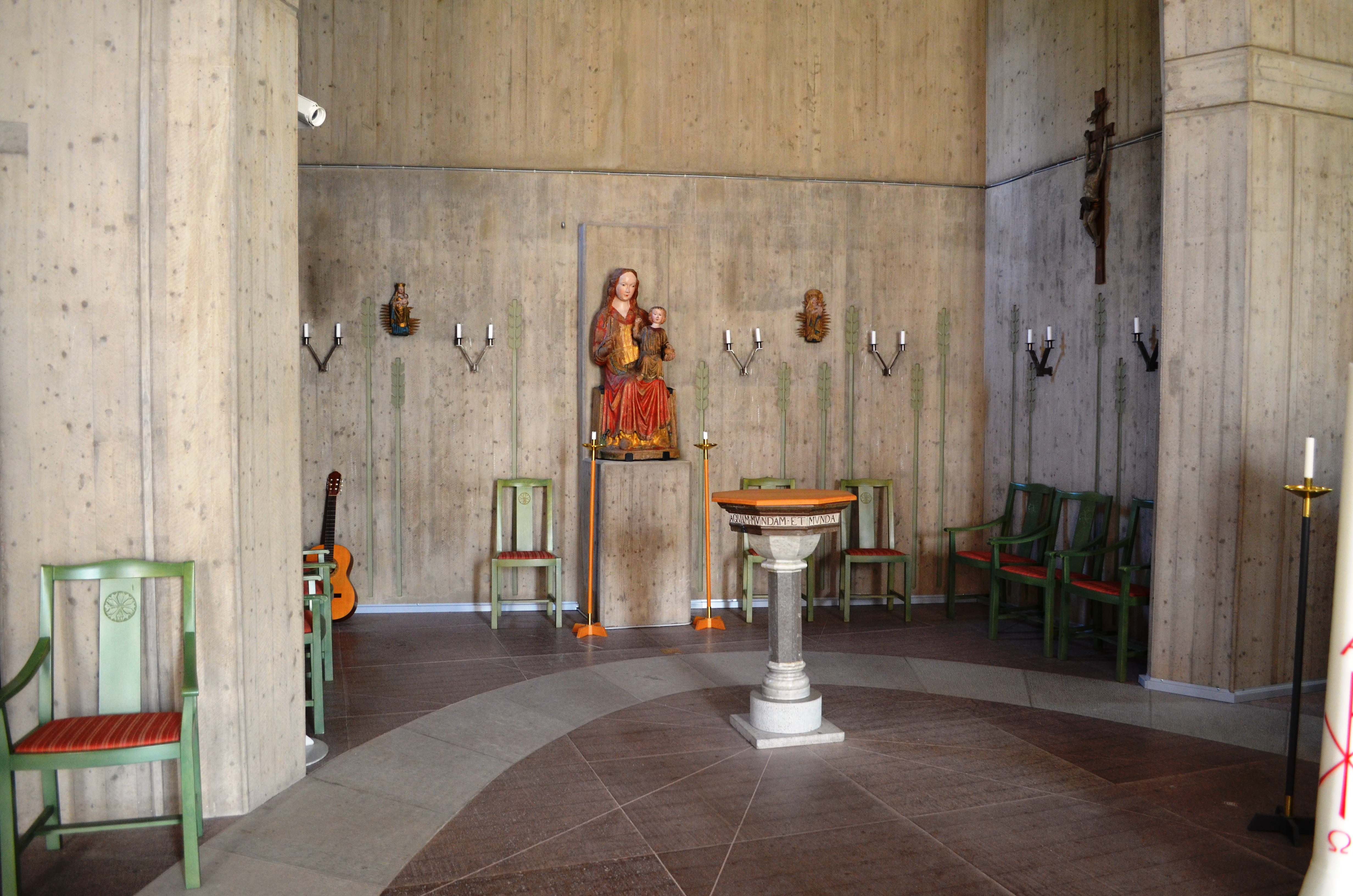
Vist kyrkas dopfunt
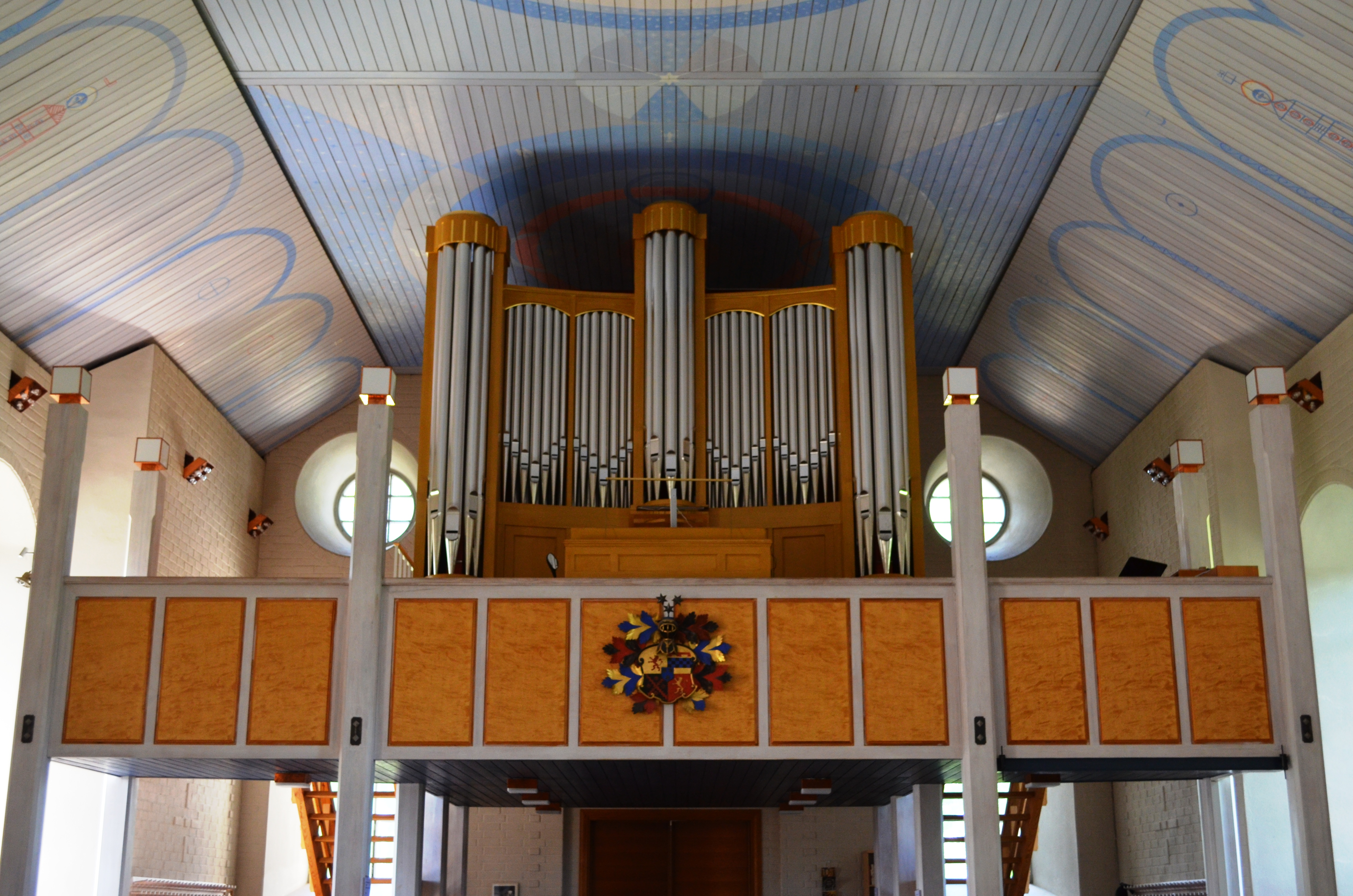
Vist kyrkas orgelläktare
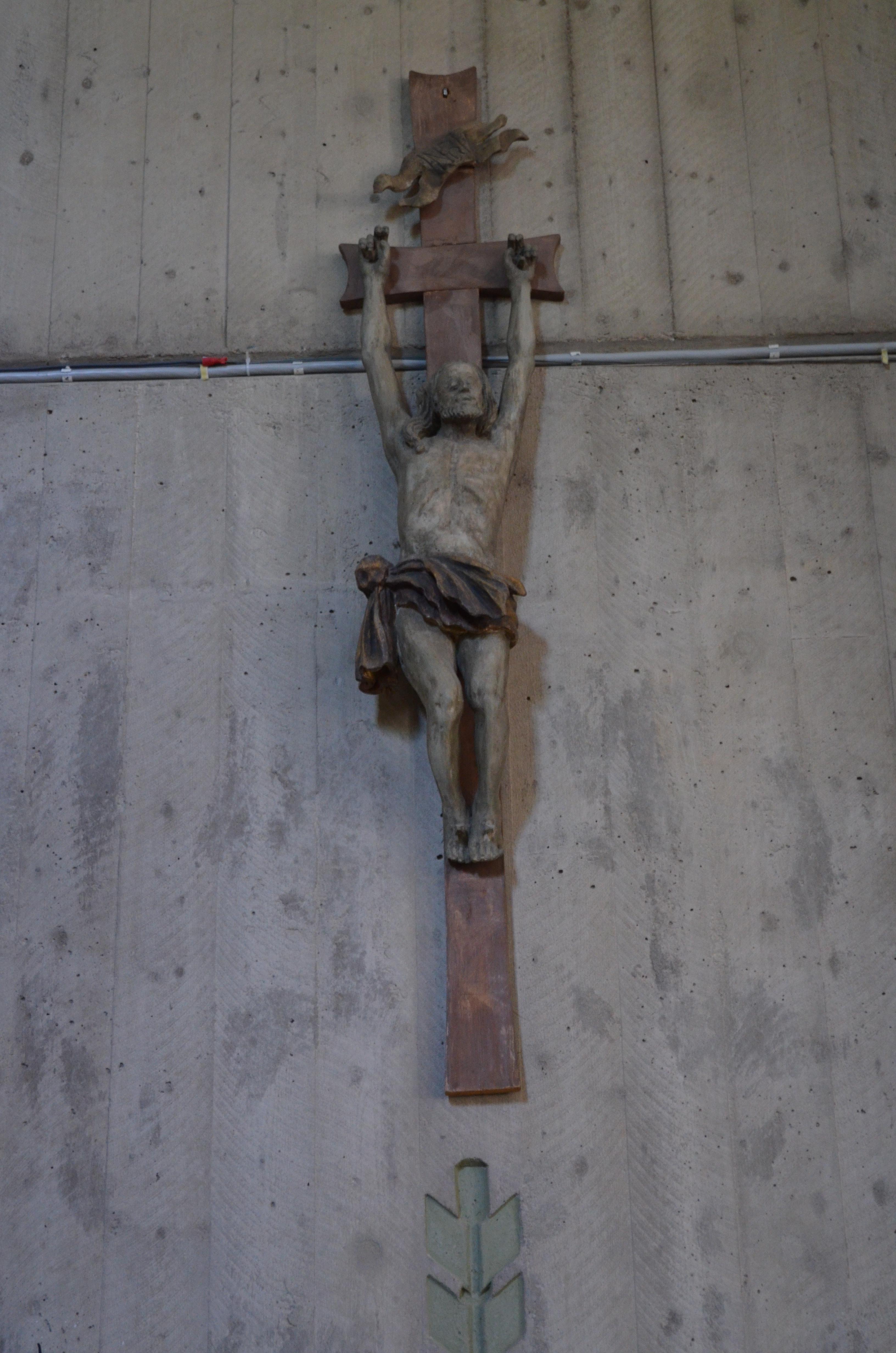
Vist kyrkas krucifix
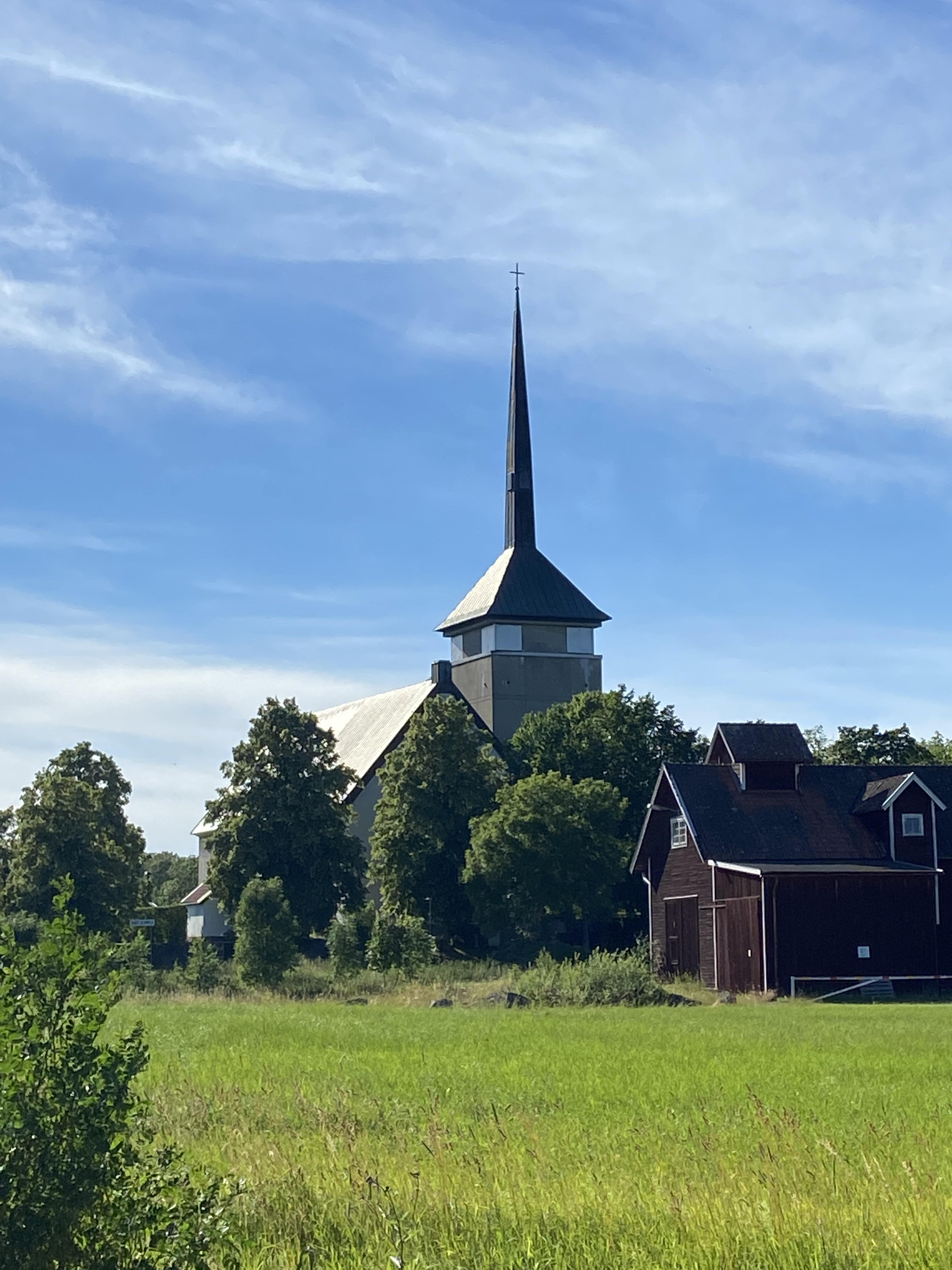
Kyrkan från väster.